# Mankovce
Mankovce jsou obec na Slovensku ležící v okrese Zlaté Moravce v Nitranském kraji.

## Poloha a přírodní podmínky
Obec leží v severovýchodní části Žitavské pahorkatiny v dolině potoka Stránka a na jižních svazích Tribeče. Vlastní obec se rozkládá v nadmořské výšce kolem 230 metrů. Katastr má charakter mírně zvlněné pahorkatiny. Podklad je tvořen písky, štěrky a třetihorními jíly, v severních části křemenci. Z půd převažují hnědozemě. Lesy jsou akátové, v severní části na svazích Tribeče převažují duby, břízy a borovice.

## Historie
První písemná zmínka pochází z roku 1345 jako Mangya, později se vyskytuje pod názvy Maykowch, Manchuz (1393), Mankowcze (1773), maďarsky Mankóc. Obec patřila místním zemanům, od roku 1394 panství Jelenec. V 15. století ji Forgáchovi z Jelence prodali paulínům z Lefantovců. Obyvatelé se živili tradičně především zemědělstvím. V katastru dnešní obce se v 15. až 19. století nacházela osada Straňa.